# Galón

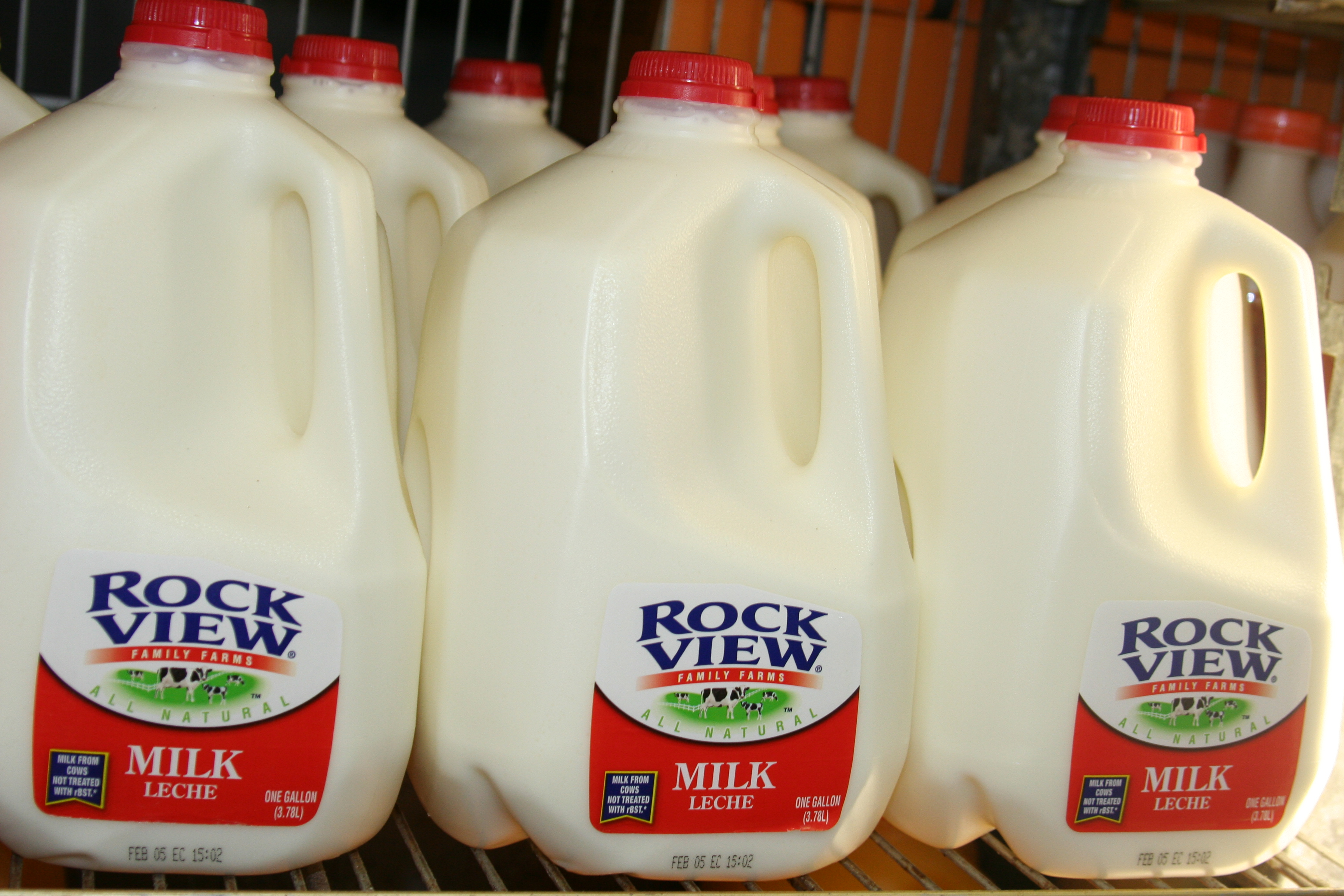
Hilera con leche envasada en bidones de 1 galón, mostrando también en la misma etiqueta la equivalencia en litros.

El galón (abreviatura gal) es una unidad de volumen que se emplea en los países anglófonos (especialmente Estados Unidos) o con influencia de estos (como Liberia, Guatemala, Puerto Rico, República Dominicana, Haití, Belice, Perú y Colombia), para medir volúmenes de líquidos, principalmente la gasolina y su precio.
Antiguamente, el volumen de un galón dependía de lo que se midiera, y dónde. Sin embargo, en el siglo XIX existían dos definiciones de uso común: "galón de vino" (wine gallon) y "galón de cerveza británico" (ale gallon).
El símbolo según los estándares del IEEE tanto para el galón líquido estadounidense y para el galón imperial es gal, que no debe ser confundido con la unidad gal (símbolo: Gal), que es la unidad de aceleración en el sistema CGS.

## Definiciones
El galón tiene actualmente una definición en el sistema imperial y dos definiciones (líquido y seco) en el sistema consuetudinario estadounidense. Históricamente, ha habido muchas definiciones y redefiniciones.

## Galón imperial o británico
En 1824, Gran Bretaña adoptó una aproximación del galón de cerveza conocida como el galón imperial. Este galón estaba basado en el volumen de 10 libras (4,53 L) de agua destilada pesado en el aire, con una presión barométrica de 30 pulgadas de mercurio (1016 milibares/mbar u 101,6 kPa) y a una temperatura de 62 °F (16,667 °C), de donde resultan 277,41945 pulgadas cúbicas (1 pulgada = (2,54 cm), una pulgada cúbica = 16,387064 cm³).
Un galón imperial o británico también en sistema anglosajón equivale a:
- 4,5460902819948 litros (redondeado a 4,54609 litros).
- 0,028571428571429 barriles británicos
- 4 cuartos británicos
- 8 pintas británicas
- 32 gills británicos
- 160 onzas líquidas británicas

## Galón estadounidense
Galón líquido
El galón líquido estadounidense USgal (frecuentemente llamado simplemente "galón") se define legalmente como 231 pulgadas cúbicas, que es exactamente 3,785411784 litros. Un galón de agua pesa aproximadamente 8,34 libras (3,78 kg) a 62 °F (16,66 °C), por lo que es aproximadamente un 16,6% más liviano que el galón imperial.
Hay 4 cuartos en un galón, 2 pintas en un cuarto y 16 onzas en 1 pinta, lo que hace que 1 onza sea igual a 1/128 de galón estadounidense.
Para superar los efectos de la expansión y la contracción con la temperatura cuando se usa un galón para especificar una cantidad de material para fines comerciales, es común definir la temperatura a la que el material ocupará el volumen especificado. Por ejemplo, el volumen de productos derivados del petróleo y bebidas alcohólicas están referenciados a 60 °F (15,6 °C) en las regulaciones gubernamentales. 
Además de Estados Unidos, los países de Puerto Rico, Panamá, Perú, Colombia, Ecuador y Venezuela usan la definición de galón que equivale a:
- 3,785411784 litros (redondeado a 3,7854 litros)
- 0,0238095238095240 barriles estadounidenses
- 8 pintas estadounidenses
- 32 gills estadounidenses

Galón seco
El galón seco (dry gallon), también conocido como galón de maíz o galón de grano, es una medida histórica británica de volumen seco que se utilizó para medir el grano y otros productos secos y cuya definición oficial registrada más temprano en 1303, era el volumen de 8 libras (4,53 kg) de trigo. No se usa en el sistema tradicional de EE. UU., aunque existe implícitamente, pero sin reconocimiento de autoridad en la ley de medición. El galón líquido de EE. UU. es aproximadamente un 14,1% más pequeño que el galón seco, mientras que su contraparte imperial es aproximadamente un 3,2% más grande.
Su valor implícito en el sistema estadounidense era originalmente 1/8 de bushel Winchester, que era una medida cilíndrica de 18,5 pulgadas (0,45 m) de diámetro y 8 pulgadas (0,2 m) de profundidad, lo que hacía que el galón seco fuera un número indeterminado de pulgadas cúbicas. Como posteriormente se definió que el bushel tenía exactamente 2150.42 pulgadas cúbicas, esta cifra se convirtió en el valor exacto del galón seco (4.40488377086 L).

## Diferencias entre imperial y estadounidense
Ambos galones equivalen a 8 pintas, aunque en Estados Unidos una pinta equivale a 16 onzas líquidas o fluidas, mientras que la pinta imperial equivale a 20 onzas líquidas. Así, el galón estadounidense equivale a 128 onzas fluidas, mientras que el galón imperial equivale a 160. Esto quiere decir que la onza líquida estadounidense mide 1,8047 pulgadas cúbicas, y la imperial mide 1,7339 pulgadas cúbicas. Así, la onza fluida estadounidense es mayor que la imperial, aunque el galón estadounidense es menor. Sin embargo, ambos se usan actualmente como medidas universales, siendo el estadounidense el más conocido.

## Galón de cerveza británico
Usado para medir el volumen contenido en recipiente de cerveza. Todavía se utiliza en Reino Unido y equivale a 282 pulgadas cúbicas, es decir, 4,621152048 litros.

## Historia

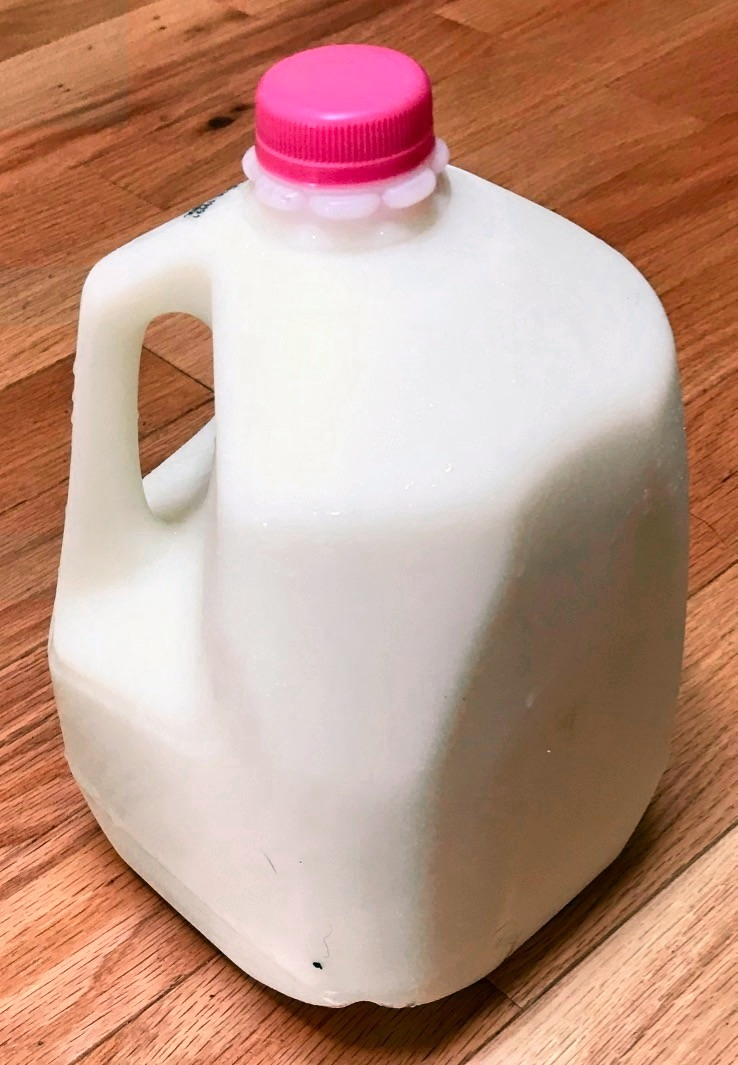
Un contenedor plástico para leche estadounidense con un volumen de un galón estadounidense.

El término deriva más inmediatamente de galun, galon en francés normando antiguo, pero el uso era común en varias lenguas, por ejemplo jale en francés antiguo y gęllet (tazón) en inglés antiguo. (cuenco) en inglés antiguo. Esto sugiere un origen común en el latín romance, pero se desconoce la fuente última de la palabra.
El galón se originó como base de los sistemas de medición de vino y cerveza en Inglaterra. Los tamaños de galón utilizados en estos dos sistemas eran diferentes entre sí: el primero se basaba en el galón de vino (de tamaño igual al galón estadounidense), y el segundo en el galón de cerveza o en el galón imperial, de mayor tamaño.
A finales del siglo XVIII, había tres definiciones de galón de uso común:
- El "galón de maíz", o "galón Winchester", de aproximadamente 268,8 pulgadas cúbicas. (≈ 4,405 L),
- El galón de vino, o galón de la reina Ana, que era 231 cubic inches[5] (≈ 3.785 L), and
- El galón de cerveza con 282 cubic inches (≈ 4.622 L).

El "galón de maíz" o "galón seco" se usa (junto con el cuarto y la pinta secos) en los Estados Unidos para granos y otros productos secos. Es un octavo del bushel (Winchester), originalmente definido como una medida cilíndrica de 1812 pulgadas de diámetro y 8 pulgadas de profundidad, lo que hacía que el galón seco 8 in × (914 in)2 × π ≈ 2150,42017 pulgadas cúbicas. Más tarde, el bushel se definió exactamente en 2150,42 pulgadas cúbicas, lo que hace que su galón sea exactamente 268,8025 in3 (4,40488377086 L); en siglos anteriores había un galón de maíz de entre 271 y 272 pulgadas cúbicas.
El galón de vino, galón fluido o galón líquido ha sido el galón estadounidense estándar desde principios del siglo XIX. El galón de vino, que algunas fuentes relacionan con el volumen ocupado por ocho libras mercantes medievales de vino, se definió en una época como el volumen de un cilindro de 6 pulgadas de profundidad y 7 pulgadas de diámetro, o sea 6 in × (312 in)2 × π ≈ 230,907 06 pulgadas cúbicas. Se redefinió durante el reinado de reina Ana en 1706 como 231 pulgadas cúbicas exactas, la definición anterior con π aproximado a 227.
{\displaystyle \pi r^{2}h\approx {\frac {22}{7}}\times \left({\frac {7}{2}}\right)^{2}\times 6=231}
Aunque el galón de vino se había utilizado durante siglos a efectos de derechos de importación, no existía un estándar legal del mismo en el Exchequer, mientras que en realidad se utilizaba un galón más pequeño 224 in3, que requería este estatuto; el galón de 231 pulgadas cúbicas sigue siendo la definición estadounidense en la actualidad.
En 1824, Gran Bretaña adoptó una aproximación al galón ale conocida como galón imperial, y abolió todos los demás galones en su favor. Inspirado en la relación kilogramo-litro, el galón imperial se basaba en el volumen de 10 libras de agua destilada pesada al aire con pesas de latón con el barómetro a 30 pulgadas de mercurio y a una temperatura de 62 grados Fahrenheit (16,7 °C).
En 1963, esta definición se refinó como el espacio ocupado por 10 libras de agua destilada de densidad 0,998859 g/mL pesada en aire de densidad 0,001217 g/mL contra pesas de densidad 8,136 g/mL. (el "latón" original se refinó ya que las densidades de las aleaciones de latón varían en función de la composición metalúrgica), que se calculó como 4,546091879 L con diez cifras significativas.
La definición precisa de exactamente 4,54609 decímetros cúbicos (también 4,54609 L, ≈  277,419433 in3) llegó tras la redefinición del litro en 1964. Se adoptó poco después en Canadá y en 1976 en el Reino Unido.

## Uso en el mundo

Unidades de gasolina utilizadas en el mundo:
Litro
Galón USA
Galón Imperial
Sin datos

### Galón imperial
En 2021, el galón imperial se sigue utilizando como unidad estándar de gasolina en cuatro territorios británicos de ultramar (Anguila, las Islas Vírgenes Británicas, las Islas Caimán, y Montserrat) y seis países (Antigua y Barbuda, Dominica, Granada, San Cristóbal y Nieves, y San Vicente y las Granadinas).
Todos los países y territorios que utilizan el galón imperial como unidad de medida de la gasolina también utilizan las millas por hora para los límites de velocidad y conducen por el lado izquierdo de la calzada.
Los Emiratos Árabes Unidos dejaron de comercializar gasolina en galones imperiales en 2010 y se pasaron al litro, y Guyana hizo lo mismo en 2013.Posteriormente, Birmania pasó del galón imperial al litro en 2014.
Antigua y Barbuda ha propuesto pasar a comercializar la gasolina por litros desde 2015.
El galón se eliminó de la lista de unidades de medida primarias legalmente definidas catalogadas en la Directiva 80/181/CEE de la UE. para fines comerciales y oficiales, con efecto a partir del 31 de diciembre de 1994. Uno de los efectos de esta directiva fue que el Reino Unido modificó su propia legislación para sustituir el galón por el litro como unidad primaria de medida en el comercio y en la gestión de los asuntos públicos, con efecto a partir del 30 de septiembre de 1995. No obstante, en el Reino Unido e Irlanda, los barriles y los grandes contenedores de cerveza, aceite y otros líquidos suelen tener múltiplos de galón imperial[cita requerida].
Irlanda también aprobó su legislación en respuesta a la directiva de la UE, con fecha de entrada en vigor el 31 de diciembre de 1993.
Las millas por galón imperial se utilizan como unidad primaria de ahorro de combustible en el Reino Unido y como unidad suplementaria en Canadá .
En Oriente Medio, las botellas de agua refrigerada se comercializan en múltiplos del galón imperial.

### Galón líquido estadounidense
Además de en Estados Unidos, la gasolina se vende por galones en Belice, Colombia, República Dominicana, Ecuador, Haití y Perú, así como en las Islas Marshall, los Estados Federados de Micronesia y Palaos, asociados a Estados Unidos. En Liberia, antiguo protectorado de Estados Unidos también ocurre así.
A pesar de su condición de territorio asociado estadounidense, Puerto Rico dejó de comercializar gasolina en galones estadounidenses en 1980. Las Islas Marianas del Norte, Guam, y las Islas Vírgenes estadounidenses,  también dejaron ya de comercializar gasolina en galones estadounidenses.
Panamá dejó de comercializar gasolina en galones estadounidenses en 2013 y ahora utiliza litros, mientras que El Salvador siguió su ejemplo en junio de 2021Nicaragua abandono el galón en 2005 pasándose al litro. mientras que Honduras siguió idéntico camino en 2011
En las Islas Turcas y Caicos se utilizan tanto el galón estadounidense como el galón imperial debido a un aumento de los impuestos que se disimuló gravando el galón estadounidense (3,79 l) con el mismo impuesto que se aplicaba anteriormente al galón imperial (4,55 l).Bahamas también utiliza tanto el galón estadounidense como el galón imperial.
En Venezuela el galón estadounidense se emplea mayormente para envasar pinturas.[cita requerida]